# Tharra angusta
Tharra angusta är en insektsart som beskrevs av Nielson 1982. Tharra angusta ingår i släktet Tharra och familjen dvärgstritar. Inga underarter finns listade i Catalogue of Life.